# Позорен стълб
Позорният стълб е средновековна дървена конструкция с изрези за главата и ръцете на престъпниците, изложени на публично осмиване чрез него. През средновековието позорният стълб е обичайно наказание за извършителите на дребни престъпления (простъпки), като излагането на някой провинил се е могло да се постанови от местната власт в лицето на т.нар. мирови съд. Излагането на позорния стълб съществува като наказание във Франция до 1832 г., в Англия до 1837 г., а в ислямските и африкански страни – до първата четвърт на ХХ век.

На излагане на позорния стълб са осъждани писателят Даниел Дефо и адмирал Томас Кохрейн.
- Долноавстрийското село Енцерсфорф им Тале – позорен стълб
- Позорен стълб във Вроцлав
- Позорен стълб на стената на кметството в шврейцарския град Зурзе
- Позорен стълб в Трефурт
- Позорен стълб пред главния портал на Бонската катедрала
- Позорен стълб на кметството в Илменау